# Mademoiselle Let På Tå
Mademoiselle Let På Tå er en amerikansk stumfilm fra 1921 af Joseph Henabery.

## Medvirkende
- Mary Miles Minter som Jerry
- Winifred Greenwood som Harriet Doubleday
- Ruth Stonehouse som Joan Doubleday
- Jerome Patrick som Monty Wade
- Edward Flanagan som Peter Flagg
- Fanny Midgley som Mrs. Doubleday